# レオノーラ・キャリントン
レオノーラ・キャリントン（Leonora Carrington、1917年4月6日 - 2011年5月25日）は、イングランドに生まれ、主にフランス、メキシコで活躍した画家、彫刻家、小説家。マックス・エルンストとの出会いを機に、生涯にわたってシュルレアリスムの絵画を制作。メキシコ亡命後、特に1990年代には先住民文化の影響を受けた彫刻作品を発表した。自伝的かつ超自然的な題材を扱った代表作「恐怖の館」「ダウン・ビロウ」「卵型の貴婦人」「耳ラッパ」はいずれも邦訳されている。

## 背景
レオノーラ・キャリントンは1917年4月6日、イングランド西北部ランカシャー州チョーリー・バラのクレイトン＝ル＝ウッズに生まれた。キャリントン家の建物は「クルッキー邸」というゴシック風の大邸宅で、女中、庭師、ハンツマン（キツネ狩りの猟犬係）など多くの使用人を抱えていた。この館は、キャリントンの小説では「クラックウッド」という名称で登場するが、小説家・歴史家のマリーナ・ウォーナーによると、監禁、抑圧、懲罰などの象徴であり、晩年に発表された代表作《クルッキー邸》（国立女性美術館蔵）でも、この館から脱出する女性が描かれている（この絵は、生誕100年に再刊された自伝小説『ダウン・ビロウ』の表紙に使用された）。
父ハロルド・キャリントンは裕福な繊維業者で、家業のキャリントン・コットンズ社を、当時、英国最大の繊維会社であったコートールズ社に売却し、化学会社インペリアル・ケミカル・インダストリーズの筆頭株主となった。母メイリー（旧姓ムーアヘッド）はアイルランド中部ウェストミーズ県の医師の娘であった。キャリントンは、母メイリーに読み聞かせられたアイルランドの詩人・小説家ジェームズ・スティーヴンスの作品、父ハロルドが好んだW・W・ジェイコブズの『猿の手』などの恐怖小説、さらに、ビアトリクス・ポター、エドワード・リア、ジョージ・マクドナルドなどイングランド、スコットランドの童話、ナンセンス文学、幻想文学などの影響を受けているが、最も大きな影響を与えたのは、12歳になるまでいつも一緒に過ごした乳母メアリー・カヴァナから聞いたアイルランドの民話やケルト神話である。後にスペインまでキャリントンを連れ戻しに行ったのもメアリー・カヴァナであった（後述）。

## 教育
カトリック教徒の両親は、キャリントンをイングランド東部エセックスのチェルムスフォードにある聖墳墓修道会の寄宿学校ニューホール・スクールに入れたが、反抗的で勉強を一切しなかったために退学処分を受けた。ランカシャー司教の取り計らいでバークシャー州アスコットのセント・メリーズ・スクールに転校したが、ここでも修道女らの手に負えない子どもであったため、両親は彼女を連れ戻さざるを得なくなった。
両親は次に彼女をパリとフィレンツェの美術学校に入れた。両親としては良家の子女に必要な教養を身に付けさせ、社交界に出すための「フィニッシングスクール」のつもりであったが、いずれも長続きしなかった。だが、キャリントンは、フィレンツェのドナテッロ広場にあるミス・ペンローズの美術学校に通っていたときに、サセッタ、フランチェスコ・ディ・ジョルジョ・マルティーニ、ジョヴァンニ・ディ・パオロ、フラ・アンジェリコなどの画家の作品に出会い、作品に描かれる超自然や神秘に惹かれ、テンペラの技法や、シナバー（辰砂）、ヴァーミリオン（銀朱）、アンバー（暗褐色・赤褐色）、土色、金色など後に彼女が好んで使う顔料の使い方を学んだ。
イングランドに戻った彼女は、画家になる決意をしていたが、両親は真っ向から反対した。社交界にデビューする年齢になった彼女は、1935年にリッツ・ロンドンの舞踏会に出席し、バッキンガム宮殿でジョージ5世に紹介された。この経験に基づいて数年後に書かれた短編小説「ラ・デビュタント（社交界にデビューした女性）」（短編集『卵型の貴婦人』所収）は、動物園で出会った雌のハイエナを連れて舞踏会に行くという設定である。1937年から翌38年に描かれた《自画像（あけぼの馬の宿）》（メトロポリタン美術館蔵）にも雌のハイエナと野生の白馬、木馬が描かれており、いずれも彼女の絵や小説に繰り返し登場する題材である。

## シュルレアリスム - エルンストとの出会い
それでもどうにか両親を説得したキャリントンは、1936年にチェルシー美術学校（現チェルシー・カレッジ・オブ・アーツ）、次いで同年にフランス・ピュリスムの画家アメデエ・オザンファンがロンドンに設立したオザンファン学院に学んだ。同じ年にロンドンのニューバーリントン・ギャラリーで開催された国際シュルレアリスム展で、マックス・エルンスト、サルバドール・ダリ、ジョルジョ・デ・キリコ、ルネ・マグリットらの作品に出会い、さらにこの展覧会の英国側の主催者の一人ハーバート・リードが編纂した『シュルレアリスム』に掲載されたエルンストの作品《ナイチンゲールに脅かされる二人の子供》に深い共鳴を覚え、衝撃を受けた。同年、オザンファン学院の同窓生で、ハンガリー出身の建築家エルノ・ゴールドフィンガーの妻ウルスラが自宅で開いたディナーパーティーに招かれ、ここで展覧会のためにロンドンを訪れていたエルンストに出会った。キャリントンは19歳、エルンストは46歳で、脚本家ジャン・オーランシュの妹で2度目の妻マリー＝ベルト・オーランシュとは前年から別居していた（オーランシュは1940年に画家シャイム・スーティンと出会い、エルンストとは1942年に離婚。エルンストは同年、ペギー・グッゲンハイムと再婚）（後述）。
翌1937年、キャリントンは両親の反対を押し切って渡仏し、パリ6区ジャコブ通りのエルンストのアパート兼アトリエに身を寄せ、前年にロンドンで描き始めた《自画像（あけぼの馬の宿）》を完成させた。エルンストとは互いに刺激し合いながら作品世界を深め、翌38年にはキャリントンの最初の短編小説『恐怖の館』がエルンストの挿絵入りで発表された。著者紹介のための序文を寄せたのもエルンストで、彼はここでキャリントンを「風の花嫁」と呼んでいる。エルンストはキャリントンを友人のポール・エリュアール、アンドレ・ブルトン、バンジャマン・ペレ、ジャン・アルプ、マン・レイ、サルバドール・ダリ、マルセル・デュシャン、ジョアン・ミロ、パブロ・ピカソ、ルイス・ブニュエル、イヴ・タンギーらのシュルレアリスムの作家や画家に紹介した。ブルトンは彼女の小説と絵画を絶賛し、彼の勧めで1938年にパリ、次いでアムステルダムで開催された国際シュルレアリスム展に出品するほか、1940年にブルトンが編纂したシュルレアリスムの傑作集『黒いユーモア選集』にも彼女の作品が掲載された（本書は当初、ヴィシー政権により発禁処分を受けた）。
キャリントンはまた、ドラ・マール、リー・ミラー、ヴァランティーヌ・ユーゴー、ヌーシュ・エリュアールらと並んで、シュルレアリストにとってのミューズである「ファム・アンファン（子どものように純真で、魅惑的な存在）」と称されたが、後に、「私は誰かのミューズになっている暇なんかなかった・・・家族に反抗し、芸術家になるのに精いっぱいだったから」と語っている。

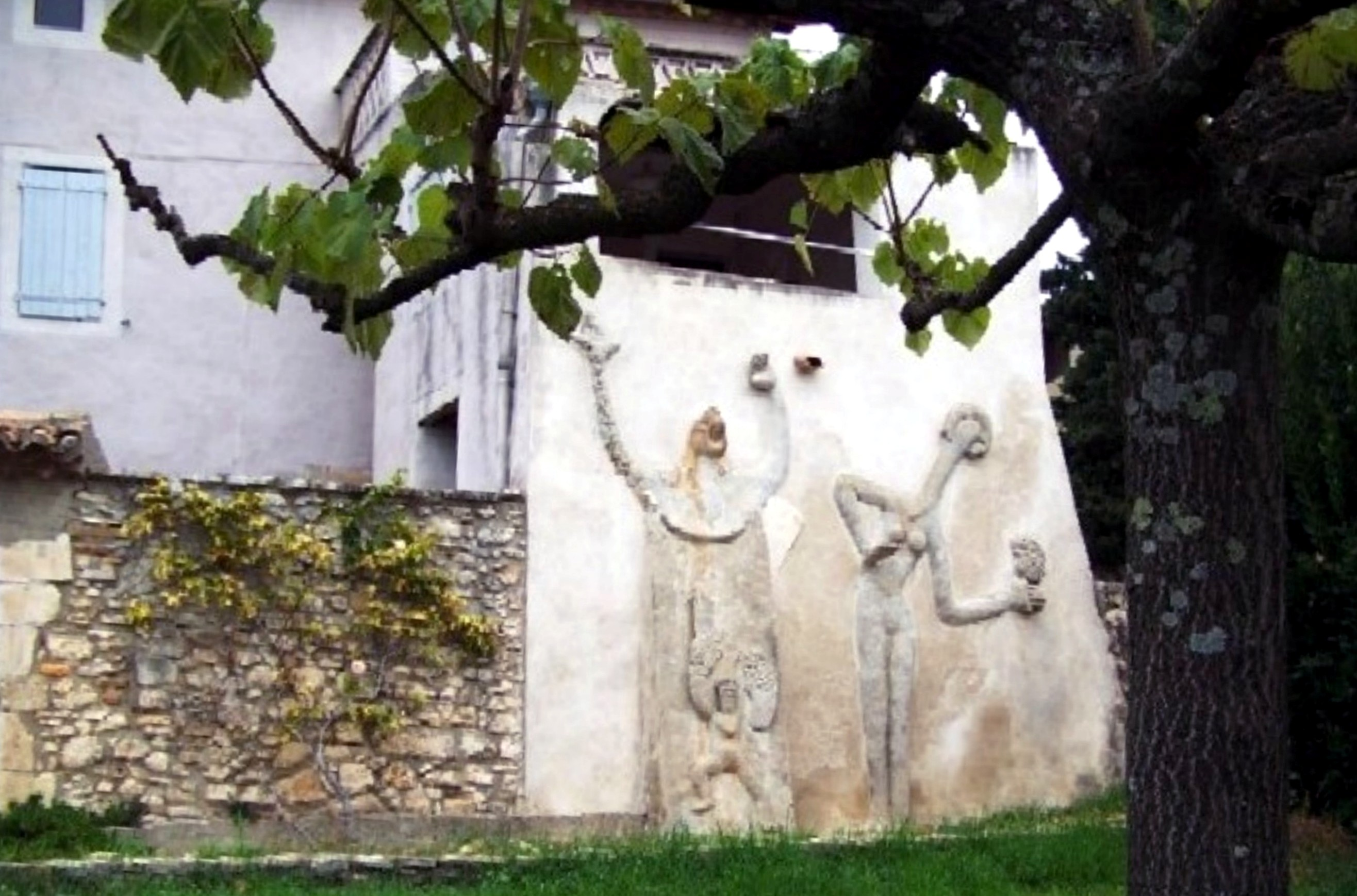
サン＝マルタン・ダルデシュのキャリントンとエルンストの家 - 外壁にエルンストのレリーフ

1938年の夏、キャリントンは南仏のサン＝マルタン・ダルデシュ（オーヴェルニュ＝ローヌ＝アルプ地域圏、アルデシュ県）で古い農家を買い取り、エルンストとともにここに移り住んだ。パリの喧騒を逃れて二人だけで暮らし、制作に専念するためであり、親友のエリュアールと妻ヌーシュのほか、ローランド・ペンローズ、リー・ミラー、アンドレ・ピエール・ド・マンディアルグ、レオノール・フィニら、ごく親しい画家や作家だけをこの家に招いた。パリのマン・レイには、「エリュアールとヌーシュ以外の誰にも私たちの居場所を知らせないで」と書き送っている。現在もこの家の外壁にエルンストのレリーフが残っている。

## 第二次大戦 - 別離
だが、1939年9月にドイツ軍がポーランドに侵攻したことを受けて、フランスはドイツに宣戦布告。ドイツ人のエルンストは敵性外国人としてフランス当局に逮捕され、ラルジャンティエールの刑務所に収監された。エリュアールはアルベール・サロー内相に「マックス・エルンストは20年前に二度と祖国の土を踏むことはないと決意し、フランスに移住しました。彼はサロンに出品した最初のドイツ人です」と、エルンストの釈放を求める手紙を書き、この結果、エルンストは数週間で保釈された。だが、ナチス・ドイツがフランスに侵攻すると、再び今度はゲシュタポに逮捕され、ブーシュ＝デュ＝ローヌ県エクス＝アン＝プロヴァンスのレ・ミル収容所に送られた。彼は今やドイツにとっても「国家の敵」であった。彼の作品《美しき女庭師》が、ドイツ各地を巡回した退廃芸術展に出品されたのである。同じドイツ人のハンス・ベルメール、フェルディナント・シュプリンガー、フランツ・ヘッセルも一緒であった。ベルメールはこのとき、代表作《マックス・エルンストの肖像》を描いている。エルンストが救出されたのは、米国のジャーナリスト、ヴァリアン・フライの尽力によるものであった。彼は、フランスのユダヤ人や反ナチ運動家らを米国に疎開させるために、エレノア・ルーズベルトの支援によって結成された緊急救助委員会 (ERC) によりマルセイユに派遣され、ブルトン、デュシャン、ペレ、マルク・シャガールら2,000人以上を主に米国に亡命させた。エルンストはこのとき、ペギー・グッゲンハイムから経済的支援を受け、渡米後1942年に彼女と再婚する。
一方、愛するエルンストを失ったキャリントンは深い絶望に陥り、しかも、彼女もまた外国人であったために、英国人の友人の助力によりスペインに亡命した。だが、マドリードに着いたとき、強い不安や被害妄想に襲われ、カンタブリア州サンタンデールの精神病院に収容された。彼女は後にこのときの症状や治療について『ダウン・ビロウ』を著し、「マックスが収容所に連れて行かれたとき、苦しみのあまり緊張病（カタトニー）のような状態になって、もう、尋常な世界ではなく別の場所にいて苦しんでいるような感じであった」と回想している。乳母メアリー・カヴァナが彼女を英国に連れ帰るために渡西したのはこのときのことだが、キャリントンは退院すると、スペインからモロッコ、さらにリスボンに逃亡し、同地のメキシコ大使館に向かった。かつてパリでピカソを介して知り合ったメキシコ人外交官レナト・ルデュクに会うためであった。1941年にルデュクは彼女を「外交官の妻として」米国に亡命させるために結婚した。

## メキシコ

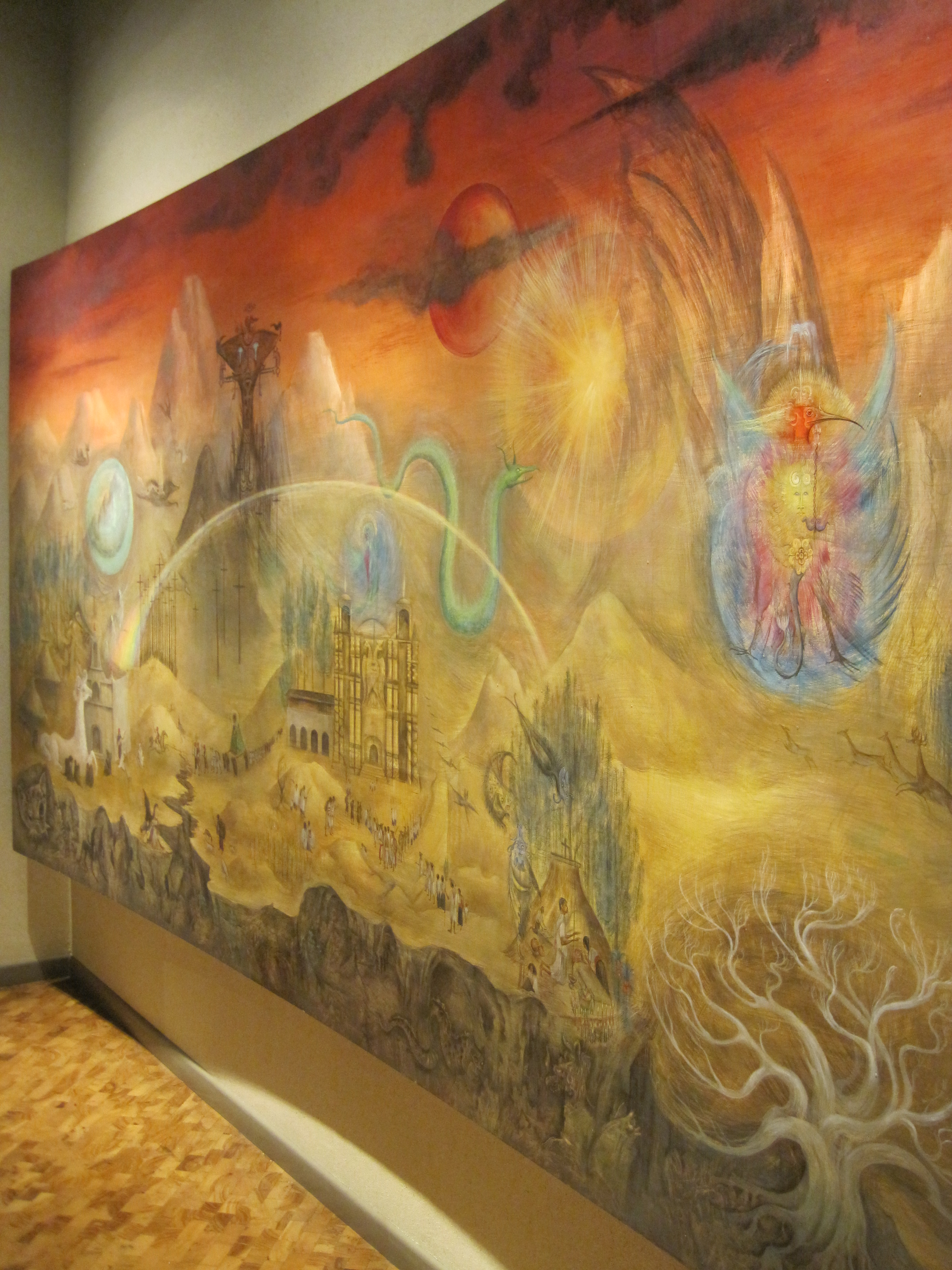
メキシコ国立人類博物館の壁画《マヤ族の魔術的世界》1963年

ニューヨークに到着したキャリントンはすでに亡命していたブルトン、デュシャン、タンギー、フェルナン・レジェ、アンドレ・マッソンらに再会した。翌42年にメキシコに移住した。メキシコには、スペイン内戦を逃れて亡命したシュルレアリスムの画家が多く住んでいた。キャリントンは、ルイス・ブニュエル、バンジャマン・ペレとスペイン出身の画家レメディオス・ヴァロの夫妻、オーストリア出身の画家ヴォルフガング・パーレンとアリス・ラオンの夫妻、ハンガリー出身の写真家カティ・オルナらと知り合い、または再会し、とりわけ、キャリントンが「これまでに出会ったことのない強烈な想像力の持ち主」と称賛したヴァロとは生涯にわたって交友を重ねることになる。二人はこの頃、共に降霊術、錬金術、ユダヤ教の神秘思想カバラ、チベット死者の書、キチェ族の神話・歴史の書『ポポル・ヴフ』などに関心を寄せ、画題に取り入れている。また、女性の表象においても、様々な民族の神話のモチーフにキリスト教的でかつ異教的な図像を組み合わせ、人間とも動物ともつかない神秘的な生き物として表現している。
メキシコ移住後まもなく、ロバート・キャパと同じハンガリー出身で、一時期彼と活動を共にした写真家エメリコ・ヴァイス（またはイムル・ヴァイス、通称「チキ」）と出会って結婚。ガブリエルとパブロの二子をもうけた。
1947年、スペイン出身のシュルリアリスムの画家エステバン・フランセスの紹介で英国の詩人・美術品蒐集家で、特にシュルレアリストの支援者であったエドワード・ジェームズに出会った。キャリントンの絵に感銘を受けたジェームズは、サン・ルイス・ポトシ州にある彼のシュルレアリスムの館「ラス・ポサス」（「プール」の意）に飾るフレスコ画の制作を依頼するほか、特に彼女の初期の絵を多く購入し、ニューヨークのピエール・マティス（画家アンリ・マティスの息子）の画廊でキャリントンの個展を開催した。1956年にメキシコ美術画廊 (GAM) で、最初の大規模な個展が行われた。同年、オクタビオ・パスとともに「朗読する前衛詩」劇場の活動に参加。彼はキャリントンを「魔法にかけられた魔女」、「イェイツの詩からうっかり出てきた夢遊病者」と表現した。

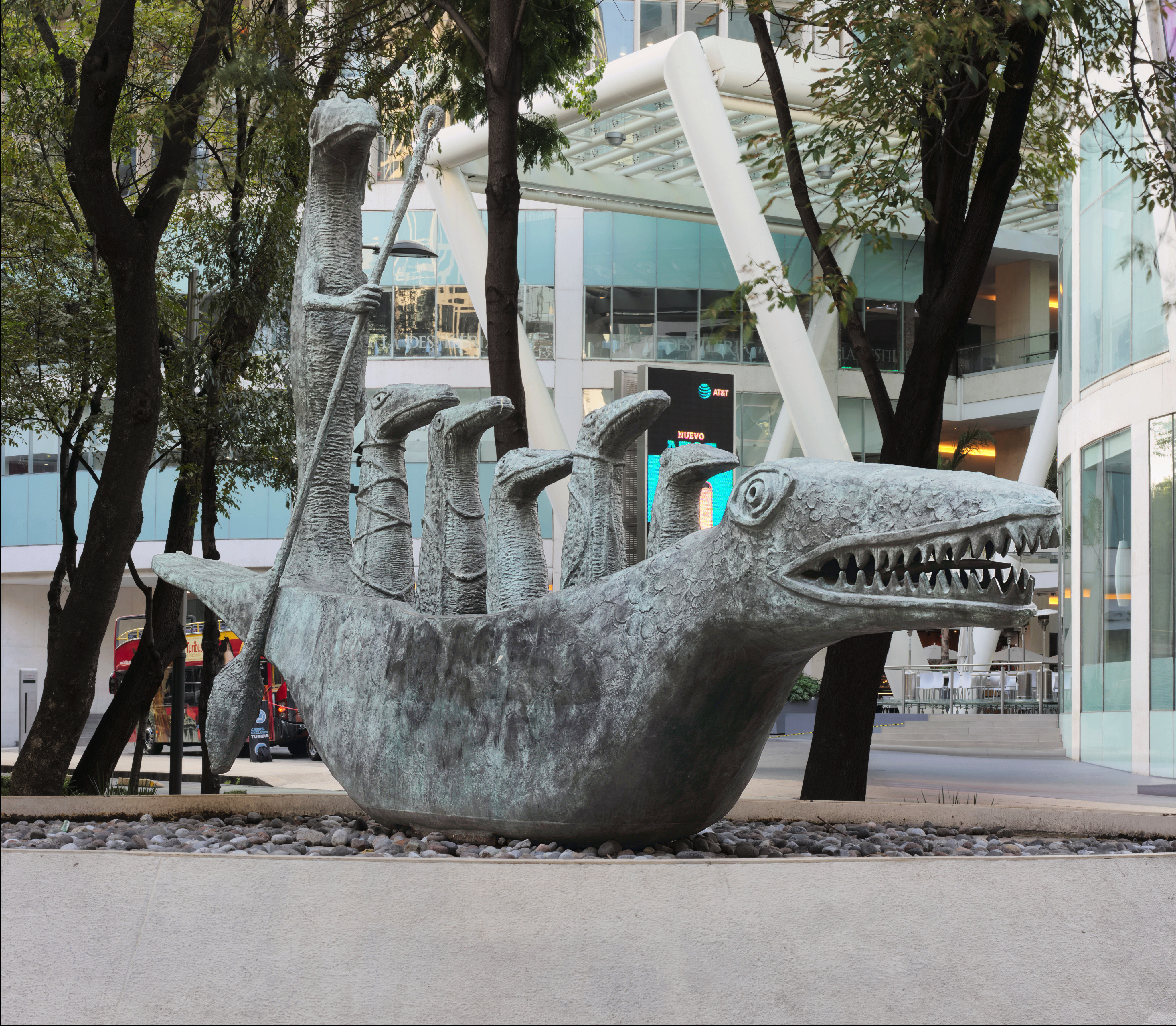
《クロコダイル》（2000年、メキシコシティ、レフォルマ通り）

1960年に近代美術館で最初の大規模な回顧展が行われた。1964年には国立人類学博物館から依頼を受けて、壁画《マヤ族の魔術的世界》（2.1 x 4.6 m）を制作した。キャリントンは生涯にわたってシュルレアリスムの絵を描き続けたが、特にチアパス州の先住民の文化に深い関心を抱き、1990年代にこの影響を受けたブロンズ彫刻を多く残している。

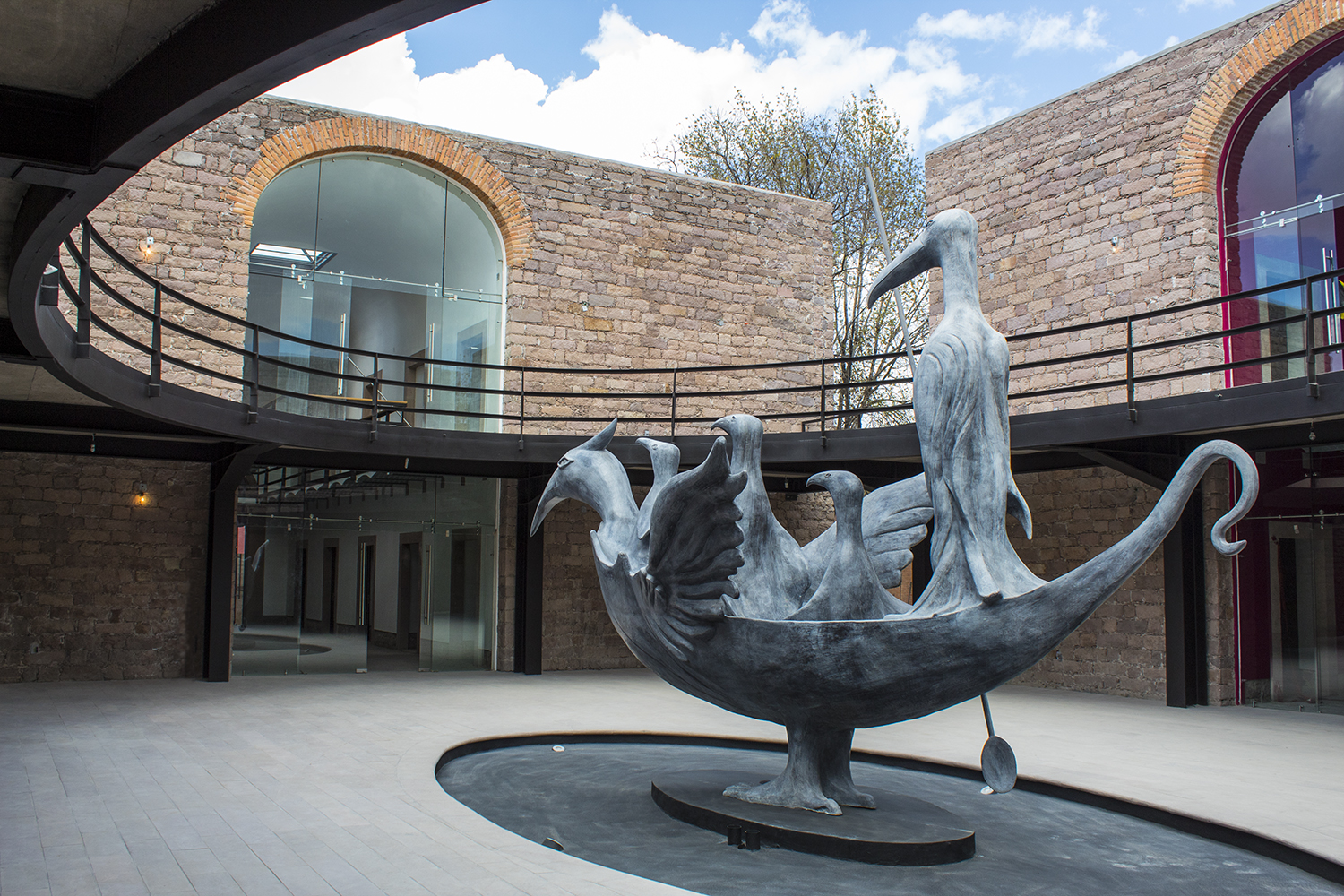
レオノーラ・キャリントン美術館（サン・ルイス・ポトシ）《サギの小舟》（提供写真：同美術館）

2000年に大英帝国勲章（オフィサー）を授与された。2005年、メキシコの国家科学芸術賞を受賞。同年、クリスティーズの競売にかけられた絵画《ジャグラー》が71万3000ドルを付け、生存するシュルレアリスムの画家の作品としては最高額を記録した。
1997年から98年にかけて日本でレオノーラ・キャリントン展が開催され、東京ステーションギャラリー、大丸ミュージアム梅田、飛騨高山美術館を巡回した。
2011年5月25日、メキシコシティにて死去。享年94歳。
2018年3月22日、サン・ルイス・ポトシとヒリトゥラ（いずれもサン・ルイス・ポトシ州）にレオノーラ・キャリントン美術館が開館した。

## 主な芸術作品
| 邦題（仮訳）                                 | 原題                                          | 制作年  | 画材（基底材）・寸法（cm）                               |
| -------------------------------------------- | --------------------------------------------- | ------- | -------------------------------------------------------- |
| 《自画像（あけぼの馬の宿）》                 | Self-Portrait (Inn of the Dawn Horse)         | 1937-38 | 油彩（キャンバス）65 x 81.2 （メトロポリタン美術館蔵）   |
| 《キャンドルスティック卿の食事》             | The Meal of Lord Candlestick                  | 1938    | 油彩（キャンバス）35.5 x 46                              |
| 《キャンドルスティック卿の馬》               | The Horses of Lord Candlestick                | 1938    | 油彩（キャンバス）35.5 x 46                              |
| 《マックス・エルンストの肖像》               | Portrait of Max Ernst                         | 1939    | 油彩（キャンバス）65 x 81.2                              |
| 《グリーンティー（卵型の貴婦人）》           | Green Tea (La Dame Ovale)                     | 1942    | 油彩（キャンバス）61 x 76.2 （ニューヨーク近代美術館蔵） |
| 《チキ、あなたの国》                         | Chiki, ton pays                               | 1944    | テンペラ、インク（キャンバス）89.5 x 90.2                |
| 《聖アントニウスの誘惑》                     | The Temptation of St. Anthony                 | 1945    | 油彩（キャンバス）122 x 91                               |
| 《太陽と他の星を動かす愛》                   | Amor che move il sole et l'altre stelle       | 1946    |                                                          |
| 《大女（卵の守護神》                         | The Giantess (The Guardian of the Egg)        | 1947    | テンペラ（板）120 x 69.2                                 |
| 《親切な助言》                               | Neighbourly Advice                            | 1947    | テンペラ（メゾナイト）25.4 x 38.1                        |
| 《単旋聖歌》                                 | Plain Chant                                   | 1947    | 油彩（キャンバス）90.2 x 68.6                            |
| 《お忍びで旅をする芸術家》                   | La artista viaja de incognito                 | 1949    | 油彩（キャンバス）45.1 x 35.3                            |
| 《奇術師》                                   | El Nigromante (The Conjurer)                  | 1950    | 油彩（キャンバス）73.7 x 54.6                            |
| 《サマイン》                                 | Samain                                        | 1951    |                                                          |
| 《オコジョの競走（イタチの競走）》           | Stoat Race (Ferret Race)                      | 1950-51 | 油彩（キャンバス）101.5 x 56                             |
| 《空飛ぶウルの壺》                           | The flying ur jar                             | 1953    | 油彩（キャンバス）64.8 x 46.4                            |
| 《ジャグラー（奇術師）》                     | Juggler (The Magician)                        | 1954    | 油彩（キャンバス）95.2 x 95.2                            |
| 《秘儀司祭（王太子妃のために）》             | Hierophante, Pour Dauphine                    | 1958    | 油彩（キャンバス） 99.1 x 48.3                           |
| 《森の夢（19番目の穴）》                     | Un sueño en el bosque (The 19th hole)         | 1958    | 油彩（キャンバス）114.4 x 162.5                          |
| 《さようなら、アメンホテプ》                 | Adieu Ammenotep                               | 1960    |                                                          |
| 《昆虫になりたい》                           | I Want to Be an Insect                        | 1960    | キネティック・アート 119.4 x 91.4                        |
| 《鳥になりたかった》                         | Quería ser pájaro                             | 1960    | 油彩（キャンバス）213 x 457                              |
| 《マヤ族の魔術的世界》                       | El mundo mágico de los mayas                  | 1963    | カゼインテンペラ（木） （メキシコ国立人類学博物館蔵）    |
| 《セイレーンの夢》（三連祭壇画）             | Sueño de Sirenas (triptych)                   | 1963    | 油彩（キャンバス・板）100 x 126                          |
| 《ジョルダーノ・ブルーノの火刑》             | The Burning of Giordano Bruno                 | 1964    | 油彩（キャンバス）                                       |
| 《ユダヤの女マリアの錬金術》                 | The Chrysopeia of Mary the Jewess             | 1964    | 油彩（キャンバス）150 x 90                               |
| 《蜘蛛》                                     | Spider                                        | 1967    | 水彩・グワッシュ（紙）61.6 x 75.6                        |
| 《水曜の手術》                               | Operation Wednesday                           | 1969    | テンペラ（メゾナイト）60.3 x 44.8                        |
| 《はしっこいジャック、すばしっこいジャック》 | Jack be Nimble, Jack be Quick                 | 1970    |                                                          |
| 《チェンの孔雀》                             | Peacocks of Chen                              | 1971    | 油彩（キャンバス）                                       |
| 《義肢装具を付けた自画像》                   | Self-portrait with orthopedic brace           | 1973    | 油彩（キャンバス）66 x 38.1                              |
| 《邪悪な業》                                 | Sinister Work                                 | 1973    | 水彩、インク、ペン（紙）55 x 74                          |
| 《ウォール街界隈またはNYのパブロの肖像》     | Around Wall Street or portrait of Pablo in NY | 1973    |                                                          |
| 《イチジクの母》                             | The Fig Mother                                | 1974    | カラー・モノプリント、淡彩 63.2 x 47.9                   |
| 《最後の魚》                                 | The Last Fish                                 | 1974    | 油彩（キャンバス）50.8 x 46.7                            |
| 《鳥の水浴》                                 | Bird Bath                                     | 1974    | セリグラフ 88.9 x 69.9                                   |
| 《人物》                                     | Personaje                                     | 1974    | 鉛筆・グワッシュ（板）50.8 x 9.4                         |
| 《ニジェールの太陽》                         | Sol Niger                                     | 1975    | 油彩（キャンバス）60.5 x 100.2                           |
| 《影遊び》                                   | Play Shadow                                   | 1977    | 水彩、インク、鉛筆（厚紙）                               |
| 《騎手》                                     | Jinetes                                       | 1977    | 石版画 58.4 x 73.6                                       |
| 《牡牛》                                     | Mula's ox (Cow)                               | 1977    | 石版画 51.5 x 65                                         |
| 《論争》                                     | Argument                                      | 1978    | 石版画（紙）49.5 x 63.5                                  |
| 《日曜日》                                   | Domingo                                       | 1978    | 石版画 57.5 x 77.5                                       |
| 《鐘楼》                                     | The Belfry                                    | 1980    | 油彩（メゾナイト）36.5 x 75                              |
| 《クルッキー邸》                             | Crookhey Hall                                 | 1986    | 石版画（紙）43.5 x 76.5 （国立女性美術館蔵）             |
| 《恋人たち》                                 | The Lovers                                    | 1987    |                                                          |
| 《3月の日曜日》                              | March Sunday                                  | 1990    | 油彩（キャンバス）91.4 x 61                              |
| 《記憶の塔》                                 | The Memory Tower                              | 1995    | エッチング・アクアチント（繻子・紙）85 x 65.5            |
| 《優美な屍骸》                               | Cadavre Exquis                                | 1997    | アクリル絵具（キャンバス）（息子パブロとの共作）         |
| 《クロコダイル》                             | Cocodrilo                                     | 2000    | ブロンズ彫刻 26 x 83 x 14                                |
| 《晩年のヤマウズラ夫人の肖像》               | Portrait of the Late Mrs Partridge            | 2011    | 石版画（手製の紙）100 x 70                               |

## 著書
| 邦題                                 | 原題                                       | 年   | 出版社・備考 |
| ------------------------------------ | ------------------------------------------ | ---- | --- |
| 『恐怖の館』                         | La Maison de la Peur                       | 1938 | H. Parisot、マックス・エルンスト挿絵、邦訳『恐怖の館』所収。                                                                             |
| 『ダウン・ビロウ』                   | Down Below                                 | 1944 | ニューヨークに亡命したシュルレアリストの雑誌『VVV』掲載。 Black Swan Press, 1983; New York Review of Books, 2017、邦訳『恐怖の館』所収。 |
| 『フランネルの寝巻』                 | Une chemise de nuit de flanelle            | 1951 | Librairie Les Pas Perdus |
| 『卵型の貴婦人』                     | The Oval Lady                              | 1975 | Capra Press、邦訳『恐怖の館』所収。 |
| 『耳ラッパ』                         | The Hearing Trumpet                        | 1976 | Routledge; Penguin Books, 2005、フランス語版序文：アンドレ・ピエール・ド・マンディアルグ、邦訳『耳ラッパ』所収。                         |
| 『石の扉』                           | The Stone Door                             | 1977 | St. Martin's Press |
| 『7番目の馬ほか短編集』              | The Seventh Horse and Other Tales          | 1988 | Dutton |
| 『レオノーラ・キャリントン全短編集』 | The Complete Stories of Leonora Carrington | 2017 | Dorothy, a publishing project |

## 邦訳
| 書名                                   | 翻訳者・出版社・出版年・所収作品 |
| -------------------------------------- | --- |
| 「レオノーラ・カリントン」             | 有田忠郎訳、アンドレ・ブルトン編著『黒いユーモア選集』（下巻、山中散生・窪田般彌・小海永二編、国文社、1969年; 河出書房新社 / 河出文庫、2007年）所収                                                     |
| 『恐怖の館 ― 世にも不思議な物語』      | 野中雅代訳、工作舎、1997年（解説・書評） 卵型の貴婦人、デビュタント、女王陛下の召喚状、恋する男、サム・キャリントン叔父さん、リトル・フランシス、ダウン・ビロウ                                         |
| 『耳ラッパ ― 幻の聖杯物語』            | 野中雅代訳、工作舎、2003年（解説・書評） 素敵なプレゼント、光の家、調理場での奇妙な光景、サンタ・バルバラ修道院尼僧院長の生東京新聞殺人事件、反乱計画、闇夜の集会、天変地異・世界の子宮にて、聖杯の奪回 |
| 『レオノーラ・キャリントン展』（図録） | 東京新聞社、1997年 |

## 参考資料
- Marina Warner, "Introduction," Leonora Carrington, Down Below, The New York Review of Books / New York Review Books (NYRB), 2017.
- Leonora Carrington, The Telegraph, 2011.
- Naomi Blumberg, Leonora Carrington: English-Born Mexican Painter and Sculptor, Encyclopedia Britannica.
- Silvano Levy, Leonora Carrington: Surrealist painter and sculptor who found her, The Independent, 2011.
- LEONORA CARRINGTON, Encyclopædia Universalis.
- Alain Paire, 1937 / 1940 : Max Ernst, à Saint-Martin d'Ardèche et au camp des Milles, Galerie d'art Alain Paire - Aix en provence, 2014.
- Georgiana Colvile, Biographie et psychanalyse des femmes surréalistes, Itinéraires. Littérature, textes, cultures, 2012.
- Amanda Prahl, How Artist Leonora Carrington Transformed Art into Activism, ThoughtCo, 2019.
- Francis Moreeuw, Leonora Carrington.

### 関連書籍
- Elena Poniatowska. Leonora. Barcelona: Seix Barral/México: Planeta Mexicana, 2011.
キャリントンの50年来の友人である作家・ジャーナリストのエレナ・ポニアトウスカがキャリントンの著書や研究書、取材などに基づいて書いた小説（書誌情報・解説）
  - 『レオノーラ』富田広樹訳、水声社 フィクションのエル・ドラード、2020年
- 野中雅代『レオノーラ・キャリントン ― シュルレアリスムを生き続ける画家』彩樹社（シリーズ：フェミニズム・アート）、1997年